# Kakanj
Kakanj (en cyrillique : Какањ) est une ville et une municipalité de Bosnie-Herzégovine située dans le canton de Zenica-Doboj et dans la fédération de Bosnie-et-Herzégovine. Selon les premiers résultats du recensement bosnien de 2013, la ville intra muros compte 12 256 habitants et la municipalité 38 937.

## Géographie
Kakanj est une ville du centre de la Bosnie-Herzégovine, située à une cinquantaine de kilomètres au nord de Sarajevo. La municipalité est entourée par celles de Zavidovići au nord, de Zenica à l'ouest, de Busovača à l'extrême sud-ouest, de Visoko au sud et de Vareš à l'est.

## Histoire
Kakanj est mentionnée pour la première fois en 1468.

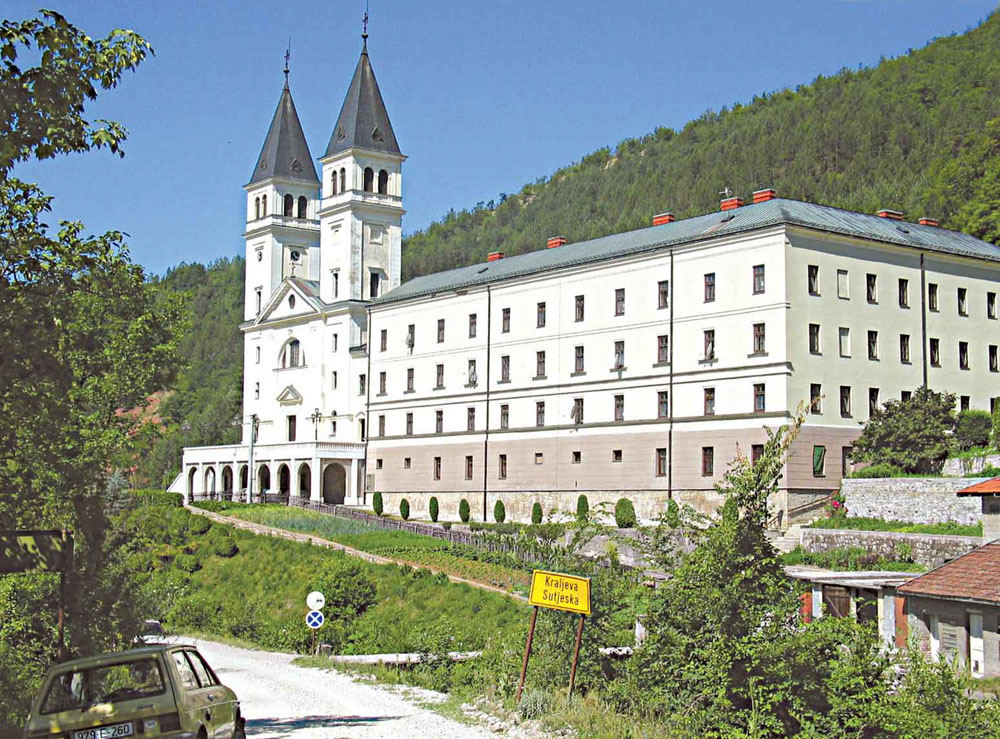
Le couvent franciscain de Kraljeva Sutjeska

## Localités

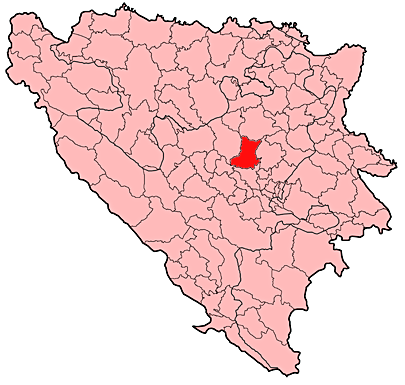
Localisation de la municipalité de Kakanj en Bosnie-Herzégovine

La municipalité de Kakanj compte 106 localités :
| - Alagići - Bastašići - Bašići - Bičer - Bijele Vode - Bijelo Polje - Bilješevo - Bistrik-Crkvenjak - Bištrani - Bjelavići - Bosna - Brežani - Brnj - Brnjic - Bukovlje - Crnač - Čatići - Danci | - Desetnik - Doboj - Donja Papratnica - Donji Banjevac - Donji Kakanj - Donji Lučani - Dračići - Drijen - Dubovo Brdo - Dumanac - Gora - Gornja Papratnica - Gornji Banjevac - Gornji Lučani - Govedovići - Gradac - Groce - Halinovići | - Haljinići - Hausovići - Hodžići - Hrasno - Hrastovac - Ivnica - Javor - Jehovina - Jerevice - Jezero - Kakanj - Karaula - Karaulsko Polje - Klanac - Kondžilo - Koprivnica - Kraljeva Sutjeska - Krševac | - Kučići - Kujavče - Lipnica - Lučići - Lukovo Brdo - Marijina Voda - Miljačići - Mioči - Modrinje - Mramor - Nažbilj - Obre - Papratno - Pavlovići - Pedići - Podbjelavići - Podborje - Poljani | - Poljice - Pope - Popržena Gora - Ratanj - Ribnica - Ričica - Rojin Potok - Saranovići - Sebinje - Semetiš - Seoce - Slagoščići - Slapnica - Slivanj - Slivnice - Sopotnica - Starposle - Subotinje | - Termoelektrana - Teševo - Tičići - Tršće - Turalići - Turbići - Varalići - Veliki Trnovci - Viduša - Vrtlište - Vukanovići - Zagrađe - Zgošća - Zlokuće - Željeznička Stanica Kakanj - Živalji |

## Démographie

### Villeintra muros

#### Évolution historique de la population dans la villeintra muros
| 1948 | 1953 | 1961  | 1971  | 1981  | 1991   | 2013   |
| ---- | ---- | ----- | ----- | ----- | ------ | ------ |
| -    | -    | 4 552 | 5 646 | 8 360 | 12 008 | 12 256 |

|  |

### Municipalité

#### Évolution historique de la population dans la municipalité
| 1961   | 1971   | 1981   | 1991   | 2013   |
| ------ | ------ | ------ | ------ | ------ |
| 38 822 | 47 580 | 52 127 | 55 950 | 38 937 |

#### Répartition de la population dans la municipalité (1991)
En 1991, sur un total de 55 950 habitants, la population se répartissait de la manière suivante :

## Politique
À la suite des élections locales de 2012, les 30 sièges de l'assemblée municipale se répartissaient de la manière suivante :
| Parti                                                               | Sièges |
| ------------------------------------------------------------------- | ------ |
| Parti d'action démocratique (SDA)                                   | 11     |
| Parti social-démocrate (SDP)                                        | 6      |
| Parti d'activité démocratique (A-SDA)                               | 4      |
| Alliance pour un meilleur avenir de la Bosnie-Herzégovine (SBB BiH) | 3      |
| Parti pour la Bosnie-Herzégovine (SBiH)                             | 3      |
| Union démocratique croate de Bosnie et Herzégovine (HDZ BiH)        | 2      |
| Minorités nationales                                                | 1      |

Nermin Mandra, membre du Parti d'action démocratique (SDA), a été élu maire de la municipalité,.

## Économie

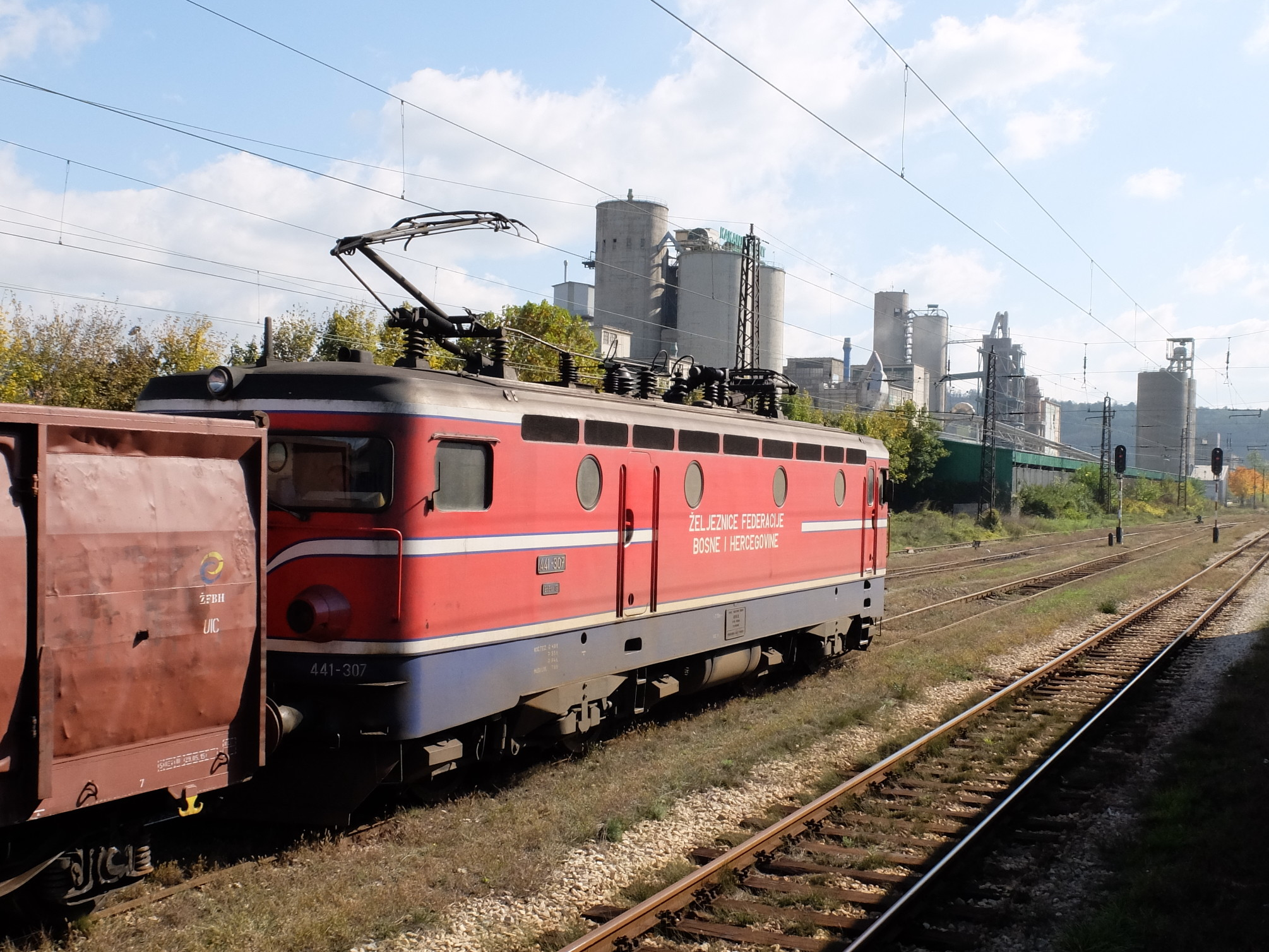
Cement Factory

## Personnalités
- Rudi Čajavec
- Niko Lozančić
- Fahrija Dautbegović - Faćo
- Kenan Hasagić (né en 1980), footballeur
- Emir Hadžić
- Ševal Zahirović
- Ramiz Husić
- Nermin Omić
- Zijad Gračić
- Mirza Mušija
- Irna Smaka
- Mladen Bartulović
- Amar Jašarspahić